# Gilles-Lambert Godecharle
Gilles-Lambert Godecharle (Bruxelles, 2 dicembre 1750 – Bruxelles, 24 febbraio 1835) è stato uno scultore belga.
Scultore neoclassicista, fu autore dei rilievi del frontone del Palais de la Nation di Bruxelles.
Massone, fu membro della loggia "Les Vrais Amis de l'Union et du Progrès Réunis" del Grande Oriente del Belgio.